# Hornillos de Eresma
Hornillos de Eresma is een gemeente in de Spaanse provincie Valladolid in de regio Castilië en León met een oppervlakte van 34,90 km². Hornillos de Eresma telt 170 inwoners (1 januari 2016).

## Demografische ontwikkeling
Bron: INE, 1857-2011: volkstellingen